# Мароти, Янош
Я́нош Ма́роти (венг. Maróthy János; 23 декабря 1925, Будапешт, Венгрия — 10 августа 2001) — венгерский музыковед. Доктор музыковедения (1966).

## Биография
В 1945—1948 годах учился в Будапештском университете у Дьёрдя Лукача (эстетика) и в 1945—1951 годах — в Высшей школе музыкального искусства им. Ф. Листа у Яноша Вишки (композиция), где с 1954 года, по окончании аспирантуры, под руководством Бенце Сабольчи (музыковедение) работал до 1961 года научным сотрудником. В 1961 году становится старшим научным сотрудником Архива Белы Бартока Венгерской академии наук, с 1969 года — Институт музыковедения. Был членом редколлегий сборников «Studia Musicologica» и журнала «Magyar Zene». С 1962 года руководил музыковедческой секцией Союза венгерских музыкальных деятелей. Автор статей и рецензий в периодической печати.

## Сочинения
- A népzene űj fejlődésének néhány kérdése a Szovjetuniуban. — Bdpst, 1953.
- A kőzépkori tőmegzene alkalmai és formái // Zenetudományi tanulmányok, kőt 1. — Bdpst, 1953.
- Eikel opera-dramaturgiája és az opera fejlődésének néhány kérdése // Zenetudományi tanulmányok, kőt 2. — Bdpst, 1954.
- Az eurуpai népdal születése. — Bdpst. 1960.
- Erkel űtja a «hősi-lirai» operátol a kritikai reallizmus népi ágáig // Zenetudományi tanulmányok, füz. 9. — Bdpst, 1961.
- A nacionalizmus és a magyar zenetőrténet, «Magyar Zene», 1962, No 1.
- Von der Hagiographie zur Historiographie, «Beiträge zur Musikwissenschaft», 1963, Jahrg. 5, No 4.
- La musique daujourdhui, «Eurуpe», 1963, juillet-aoút.
- Az esztétikai és ideozуgiai kategyriák viszonya, külőnős tekintettel a mai zenére, «Magyar Zene», 1965, No 2. (coвм. с J. Ujfalussy és D. Zoltai)
- A magyar munkásdalkutatás, «Magyar Zene», 1965, No 2.
- Zene  és polgár, zene és proletér. — Bdpst, 1966.
- The song as a determinant of form in bourgeois music, «Studia Musicologica», 1966, t. 8, No 1-4.
- Folk song dead or alive: some illustrations, «Studia Musicologica», 1969, v. 11, No 1-4.
- Szabу Ferenc indulása. — Bdpst, 1970.
- Barikád és szerenád. Egy ismeretlen Szabу-müről, «Magyar Zene», 1972, No 4.
- Forradalmi dalok // Dokumentumok a Magyar Tanácskőztársaság zenei életéből. — Bdpst, 1973. (совм. с A. Szatmári)
- Music and the Bourgeois, music and the Proletarian. — Bdpst, 1974.
- Zene, forradalom, szocializmus. Szabу Ferenc ütja. — Bdpst, 1975.

### На русском языке
- Творческие проблемы венгерской музыки, «Советская музыка», 1955, No 2.
- Реализм вообще и конкретно // Социалистический реализм и проблемы эстетики, вып. 1. — М., 1967.
- Об одной венгерской песне, «Советская музыка», 1970, No 4.
- Рождение европейской народной песни, пер. с нем. // Славянский музыкальный фольклор. — М., 1972.

## Награды
- Премия Ференца Эркеля